# Callosciurus melanogaster
Callosciurus melanogaster е вид гризач от семейство Катерицови (Sciuridae). Видът е уязвим и сериозно застрашен от изчезване.

## Разпространение
Разпространен е в Индонезия (Суматра).

## Описание
На дължина достигат до 21,3 cm, а теглото им е около 296 g.
Популацията на вида е намаляваща.